# Kang Ye-seo
Kang Ye-seo (en hangul, 강예서; Incheon, 22 de agosto de 2005), más conocida como Yeseo, es una cantante y actriz surcoreana. Ganó el sexto lugar en el programa de competencia de Mnet Girls Planet 999, convirtiéndola en miembro y maknae del grupo Kep1er. Yeseo comenzó su carrera como actriz en 2010 con un rol secundario en el drama de MBC, Golden Fish.

## Carrera

### 2010–presente: Debut en la música con CutieL, Busters y Kep1er
En 2010, debutó en el grupo infantil de Big Star Entertainment CutieL, con solo cinco años de edad, dejando el grupo en 2013.
En algún momento de 2014, Yeseo se convirtió en aprendiz de IN Entertainment y estaba lista para debutar en su próximo grupo de chicas para niños, Pritti. Sin embargo, debido a razones no reveladas, se fue el mismo año antes del debut de Pritti.
Yeseo se convirtió en una nueva miembro de Busters para reemplazar a Minjung a fines de enero. Debutó el 31 de julio de 2019 con su extended play Pinky Promise. El 6 de agosto de 2020, Yeseo abandonó el grupo para enfocarse en la actuación y en otras actividades.
El 18 de julio de 2021, Yeseo fue oficialmente anunciada como concursante en el programa de supervivencia de Mnet Girls Planet 999 donde terminó en sexto lugar y debutó con Kep1er.El pasado 16 de mayo se anunció que Kep1er renovaria contrato pero sin Yeseo y Mashiro que abandonarian Kep1er para unirse al grupo Limelight aunque aun siguen las negociaciones para que Yeseo y Mashiro no tengan que abandonar Kep1er.

## Filmografía

### Películas
| Año  | Título                | Rol                            | Notas | Ref.          |
| ---- | --------------------- | ------------------------------ | ----- | ------------- |
| 2012 | Fighting Family       | The Seahorse Family (segmento) |       |               |
| 2013 | Miracle in Cell No. 7 | Choi Ji-yeon                   |       | [ 7 ] [ 8 ]   |
| 2013 | Sprout                | Yeseo                          |       | [ 9 ]         |
| 2014 | Forgive Me            | Young Min-ji                   |       |               |
| 2017 | One Step              | Young Si-hyun                  |       | [ 10 ] [ 11 ] |

### Series de televisión
| Año  | Título                 | Canal     | Rol                                | Notas                | Ref.                 |
| ---- | ---------------------- | --------- | ---------------------------------- | -------------------- | -------------------- |
| 2010 | Golden Fish            | MBC       | Moon Seo-yeon                      | familia Moon         |                      |
| 2010 | Smile, Mom             | SBS       | Shin Yoo-ra                        |                      |                      |
| 2011 | Brain                  | KBS2      | Choi Ryu-bi                        | personaje secundario | [ 12 ] [ 13 ]        |
| 2011 | Men Cry                | KBS       | Lim Ju-hee                         |                      |                      |
| 2011 | Duet                   | KBS       | Han Joon-hwi                       |                      |                      |
| 2012 | The Korean Peninsula   | TV Chosun | Rim Jinjae                         |                      |                      |
| 2012 | Angel's Choice         | MBC       | hija de Yoo-ran y Sang-ho          |                      | [ 14 ]               |
| 2012 | Dream of the Emperor   | KBS1      | joven Princesa Yeonhwa             |                      |                      |
| 2013 | Flower of Revenge      | JTBC      | Yoo Ye-ji                          |                      | [ 15 ]               |
| 2017 | Ancient Beast          | SBS       | Song Ha-eun                        |                      |                      |
| 2019 | Abyss                  | tvN       | Jang Heejin joven y Oh Sujin joven |                      | [ 16 ] [ 17 ] [ 18 ] |
| 2020 | Diary of a Prosecutor  | JTBC      | Yang Eun-jung                      |                      | [ 19 ]               |
| 2021 | Cheat on Me If You Can | KBS2      | Park Yeo-ju                        |                      | [ 20 ] [ 21 ]        |
| 2021 | Bossam: Steal the Fate | MBN       | Kim Hye-yoon                       |                      | [ 22 ] [ 23 ]        |

### Reality shows
| Año  | Título           | Canal | Rol         | Notas                      | Ref.   |
| ---- | ---------------- | ----- | ----------- | -------------------------- | ------ |
| 2021 | Girls Planet 999 | Mnet  | concursante | Finalizó en sexta posición | [ 24 ] |